# 九四式二号丙無線機
九四式二号丙無線機（きゅうよんしきにごうへいむせんき）は、大日本帝国陸軍が開発した遠距離通信用の無線機である。これは機械化部隊相互の通信を行うための車載型無線機で、九六式六輪自動貨車に搭載され、走行しながら通信を行えた。通信距離は電信が行動間120km、停止間300km、無線電話が行動間24km、停止間24km以上とされた。全備重量は4.8tである。また傍受に備え、電波を暗号化する秘密通話装置が標準装備されていた。
この自動車無線機が審査を開始したのは昭和6年からである。昭和6年から7年にかけ、通信自動車について研究が行われ、通信自動車に二号無線機材、または一号無線機材を搭載して使用することが模索された。研究の要点は車室と空中線設備とされた。
昭和8年6月、自動車無線機の用途と通信距離について関係諸方面と協議し、移動間送受信を行う通信専用の自動車を新規開発するのではなく、当時審査中だった機材を応用して利用すること、審査開始に際しては、通信距離を自動車部隊の行動半径を基準として策定することが策定された。そこでまず、二号無線機を自動車に車載して研究を進め、用途に応じて具体策を練り、必要に応じて特殊通信専用自動車を研究するものとした。昭和8年9月には第一回試作機が試験された。このときには自動車の機関に無線遮蔽を施すことが求められた。10月、電気系統と機関を改修した車輌を試験。搭載無線機に飛二号級無線機を使用し、自動車が相互に行動している間に通話を実施し、通信距離20kmを達成した。また二号級無線機と対向した際にはさらに通信距離が増大した。11月、試験結果を踏まえて車上装備を改良、第一師団秋季演習に試用した。試験では師団司令部と自動車部隊、騎兵部隊の間で有効な連絡ができることを実証した。
昭和9年、審査方針が修正された。修正点は酷寒試用に耐えること、また路外運行可能な自動車に搭載すること、必要時には卸下して使用できることである。また標準的な通信距離にも変更が加えられ、電信が行動間120km、停止間300km、電話が行動間24km、停止間24km以上とされた。試作に際して関係諸方面からの意見を参考とし、昭和9年9月から10月にかけて試験が行われた。試験後に部分的改修と秘密通話装置を追加、11月には昭和九年度特別大演習に試用された。12月、機械化砲兵部隊演習に参加し、砲兵部隊内の指揮と連絡、機械化兵団の他部隊相互の連絡を実施した。結果、構造が堅牢で取扱いが容易、所期の通信能力を発揮できると判定された。ただし特殊通話装置の改修と完備を速やかに行う必要があるとされた。
昭和10年1月、機材の第二次試作を開始。10月に昭和十年度師団対抗演習に試用し改修を加えた。昭和11年1月、満州北部での冬期試験を実施した。結果、零下25度まで通信が可能であり、機械化部隊用無線機として実用に適すると評価された。
昭和11年11月、第二次試作機材に改修を加え、また短期間に製造が可能であることを確認した。陸軍技術本部に構造・細部等に対し意見を求めたところ異論はなく、仮制式制定の上申が行われた。

## 構成
通信機、電源、空中線材料、自動車、属品と材料で構成される。通信機は送信装置と受信装置、秘密通話装置からなっている。
送信装置内容
- 送信機・水晶制御または主発振によって電信送信を行うほか、電話送信が可能である。周波数の範囲は900から6,675キロサイクル毎秒である。
- 付属品・電鍵と送話器等
- 予備品・交換用部品
- 他材料

受信装置内容
- 受信機・拡大および検波性能を持つ。周波数範囲は140から15,000キロサイクル毎秒
- 付属品・受話器等
- 予備品・交換用部品
- 他材料

秘密通話装置・この装置は通話電波に干渉するもので、送信時に通常の受信機のみで電波を受け取っても解読できなくするものである。解読するには秘密通話装置を介して受信する必要があった。
電源内容
- 電動発動機・定格出力2馬力、定格電圧96ボルト、定格電流10アンペア、3,000回転毎分
- 直流発電機・定格出力600ワット、定格電圧1,500ボルト、定格電流は400ミリアンペア
- 配電盤・電力供給および電流電圧制御に用いる
- 付属品・蓄電池、分解工具
- 予備品・交換用部品

空中線内容
- 固定空中線・自動車に装備された電柱4本に全長約5mのワイヤー4本を並行装備した。
- 補備空中線・長さ約20mのワイヤーであり、全高7mの電柱および固定空中線電柱に張る。これは停車時に送受信能力の増強として用いられる。
- 付属品・空中線材料の収容に用いた。

自動車・九六式六輪自動貨車を改修し使用した。機関部に無線遮蔽を施し、蓄電池充電用に1.5キロワット直流発電機を装備。これはエンジンから動力を得て発電する。固定空中線用電柱4本を装着。ほか付属品と予備品を積んだ。
- 自重 約3.4t
- 全長 約5.43m
- 全幅 約1.95m
- 全高 約2.25m（固定空中線電柱収容時）最大3m（電柱延伸時）
- 最低地上高 約0.28m
- 最大速度 約60km/h
- 登坂能力 三分の一
- 最小回転半径 約6.5m
- 乗員数 6名